# Astragalus husseinovii
Astragalus husseinovii es una especie de planta del género Astragalus, de la familia de las leguminosas, orden Fabales.

## Distribución
Astragalus husseinovii se distribuye por Azerbaiyán e Irán.

## Taxonomía
Fue descrita científicamente por Rzazade. Fue publicada en Fl. Azerb. v. 425, 551 (1954).